# Військово-польові залізниці
Військово-польові залізниці, також траншейна залізниця (англ. trench railway) — тип залізниці, яка являла собою адаптацію під військові потреби залізничних технологій початку XX століття під час фази статичної окопної війни Першої світової війни. Зосередження великої кількості особового складу, артилерійських систем на лінії фронту вимагало доставки величезної кількості продовольства, боєприпасів і фортифікаційних будівельних матеріалів, де неможливо було використовувати наявні звичайні транспортні засоби. Відбудова звичайних доріг (на той час рідко виникали) і залізниць йшла надто повільно, а стаціонарні споруди були привабливими цілями для ворожої артилерії. Траншейні залізниці з'єднували фронт із залізничними спорудами стандартної колії поза зоною дії ворожої артилерії.

## Зміст
У Першу світову війну з набуттям воєнними діями форми позиційної війни утворилися дві фронтові лінії, де супротивники переходили до закріплення на захоплених рубежах шляхом відбудови багатошарових оборонних позицій, траншей, укрить, усе це супроводжувалося вогневим прикриттям артилерії. Довгий час маневрові дії були незначними або взагалі відсутніми, але велика кількість солдатів, які оборонялися на цих позиціях, постійно потребувала припасів, їжі та боєприпасів. Поранених також потрібно було евакуювати з фронту. Оскільки значна частина місцевої інфраструктури була зруйнована, усі сторони звернулися до залізниць, щоб забезпечити свої війська на передовій.
Франція розробила портативні залізниці Decauville для сільськогосподарських районів, дрібномасштабних гірничих робіт і тимчасових будівельних проектів. Франція стандартизувала 600 мм (1 фут 11+5⁄8 дюймів) військову техніку Decauville з вузькою колією, а Німеччина прийняла аналогічний Feldbahn тієї ж колії. Легка залізниця Військового відомства Великої Британії та Транспортний корпус армії США використовували французьку систему вузької колії 600 мм. Росія використовувала 600-міліметрову вузькоколійну систему Decauville і вузьку колію 750 мм (2 фути 5+1⁄2 дюйма).
Некваліфіковані робітники та солдати могли швидко зібрати збірні 5-метрові секції колії вагою близько 100 кілограмів уздовж доріг або на рівній місцевості. Завдяки залізничним рейкам розподілялося велике навантаження, що вантажили у вагончики, щоб мінімізувати утворення розбитих колій на неасфальтованих поверхнях. Малі локомотиви тягнули короткі поїзди вантажопідйомністю 10 тонн через ділянки мінімального просвіту та криві малого радіусу. Сходження з рейок були звичайним явищем, але легкий рухомий склад було відносно легко повернути на рейки силами особового складу. Парові локомотиви зазвичай мали невелику довжину гнучкої труби (так званого водопідіймача) для наповнення резервуарів водою із затоплених отворів.
Паровози випускали дим, який демаскував їх місцезнаходження ворожій артилерії та авіації. Тому часто їм потрібен був туман або темрява, щоб діяти в межах досяжності фронту. Денний транспорт зазвичай вимагав тваринної рушійної сили, поки не були розроблені локомотиви внутрішнього згоряння. Велику кількість сіна та зерна возили на фронт, оскільки коні на війні залишалися важливими для матеріально-технічного забезпечення. Наприклад, корм для коней був найбільшим товаром, експортованим з Британії до Франції під час війни.
У 1916 році військово-польові дороги успішно постачали тих, хто наступав і оборонявся в битві при Вердені та британському наступі на Соммі, куди, крім іншого спорядження, вперше доставили танки. Екіпіровку, продовольство і снаряди вивантажували на станціях звичайних залізниць, військово-польовими лініями доправляли на облаштовані просто неба склади, а звідти вже в міру потреби підвозили в прифронтову зону. Туди ж у спеціальних танкерних вагонах везли питну воду. Зазвичай військово-польові залізниці закінчувалися за п'ять кілометрів від бойових порядків, щоб бути поза досяжністю артилерійського вогню. Назад везли поранених, а рокадними лініями війська перекидали з однієї ділянки фронту на іншу.